# لوبلانین
لوبلانین (انگلیسی: Lobelanine) یک پیش‌ساز شیمیایی در بیوسنتز لوبلین است.